# Lumban Ruhap
Lumban Ruhap is een bestuurslaag in het regentschap Toba Samosir van de provincie Noord-Sumatra, Indonesië. Lumban Ruhap telt 1254 inwoners (volkstelling 2010).